# Earl Metcalfe
Earl Metcalfe est un acteur et réalisateur américain, né le 11 mars 1889 à Newport, Kentucky (États-Unis), et mort le 26 janvier 1928 à Burbank (Californie) (Californie).

## Filmographie partielle

### Acteur
- 1920 : Les Nuits de New York (While New York Sleeps) de Charles Brabin
- 1920 : The Garter Girl d'Edward H. Griffith
- 1923 : Rita, la petite danseuse (Look Your Best) de Rupert Hughes
- 1923 : Skid Proof de Scott R. Dunlap
- 1925 : Le Sans-Patrie (The Man Without a Country) de Rowland V. Lee
- 1926 : With Buffalo Bill on the U. P. Trail de Frank S. Mattison
- 1926 : Atta Boy d'Edward H. Griffith
- 1927 : The Notorious Lady de King Baggot
- 1927 : Le Roi des rois (The King of Kings) de Cecil B. DeMille